# Kiss (Magazin)
Kiss (jap. キス, Kisu) ist ein japanisches Manga-Magazin, das seit 1992 beim Verlag Kodansha erscheint. Da es sich an ein junges, weibliches Publikum richtet, wird es der Josei-Kategorie zugeordnet. 2016 verkauften sich die Ausgaben je 77.400 Mal, während es 2009 noch über 145.000 waren. Die Redaktion sitzt in Tokio. Als Monatszeitschrift gestartet erschien Kiss zwischenzeitlich nur alle zwei Monate, bis 2013 wieder auf einen monatlichen Rhythmus umgestellt wurde.

## Serien (Auswahl)
- 30 Kon miso-com von Rika Yonezawa
- Green von Tomoko Ninomiya
- Hotaru no Hikari von Satoru Hiura
- Kimi wa Pet von Yayoi Ogawa
- Kuragehime von Akiko Higashimura
- Nigeru wa Haji da ga Yaku ni Tatsu von Tsunami Umino
- Nodame Cantabile von Tomoko Ninomiya
- Oi Piitan!! von Risa Itō
- Perfect World von Rie Aruga
- Tokyo Alice von Toriko Chiya
- Tokyo Girls - Was wäre wenn...? von Akiko Higashimura
- Tramps Like Us von Yayoi Ogawa
- Who saw the Peacock Dance in the Jungle? von Rito Asami.